# Érik Chvojka
 Erik Chvojka  nacido el 26 de octubre de 1986 es un tenista profesional canadiense.Su ranking más alto a nivel individual fue el puesto N.º 204, alcanzado el 27 de agosto de 2012. A nivel de dobles alcanzó el puesto N.º 269 el 29 de octubre de 2012.

## Carrera

### 2012
Ha ganado hasta el momento 4 torneos futures en individuales y 14 en dobles.

### 2013
Gana por primera vez un torneo challenger. En el mes de julio se presenta a disputar el Challenger Banque Nationale de Granby disputado en la ciudad de Granby, en su país. Juega en la modalidad de dobles junto a su compatriota Peter Polansky siendo los cabezas de serie N.º 3. Llegan a la final, en donde se enfrentan al estadounidense Adam El Mihdawy y el croata Ante Pavić triunfando en la misma por 6-4, 6-3 coronándose campeón en su propio país.

## Títulos; 1 (0 + 1)
| Leyenda                        | Individuales | Dobles |
| ------------------------------ | ------------ | ------ |
| Grand Slam (tenis)\|Grand Slam | 0            | 0      |
| ATP World Tour Finals          | 0            | 0      |
| ATP World Tour Masters 1000    | 0            | 0      |
| ATP World Tour 500 Series      | 0            | 0      |
| ATP World Tour 250 Series      | 0            | 0      |
| ATP Challenger Series          | 0            | 1      |

| N.º | Fecha      | Torneo               | Superficie | Pareja         | Rivales en la final        | Resultado |
| --- | ---------- | -------------------- | ---------- | -------------- | -------------------------- | --------- |
| 1.  | 20.07.2013 | Challenger de Granby | Dura       | Peter Polansky | Adam El Mihdawy Ante Pavić | 6–3, 6–4  |